# Duché de Ségovie
 (mars 2025).

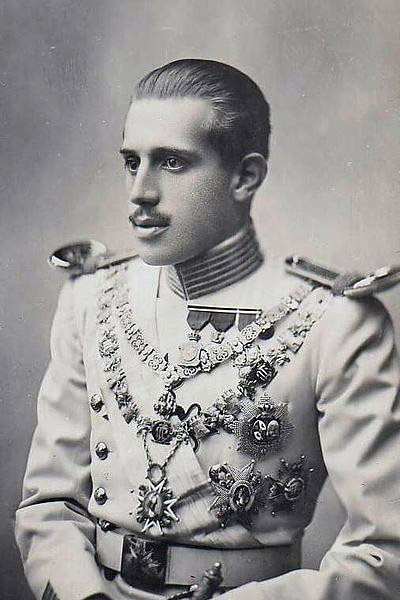
Infant Jacques-Henri de Bourbon, duc d'Anjou et de Ségovie.

Le duché de Ségovie est un titre de courtoisie espagnol dont l'usage est créé le 23 juin 1933[réf. nécessaire] en faveur de l'infant Jacques-Henri, de la part de son père l'ex-roi Alphonse XIII durant son exil. Il est accordé à titre viager.

## Dénomination
Son nom se rapporte à la ville castillane de Ségovie, dans la province du même nom.

## Antécédents
Jacques-Henri de Bourbon est le deuxième fils du roi Alphonse XIII et de son épouse, la reine d'Espagne Victoire-Eugénie de Battenberg.
Son frère aîné, Alphonse de Bourbon, prince des Asturies, atteint d'hémophilie, renonce aux droits de succession au trône d'Espagne et se marie avec la Cubaine Edelmira Sampedro en 1933.
À la suite de cette renonciation, le nouvel héritier théorique de la couronne est l'infant Jacques-Henri de Bourbon. Pourtant, dix jours après, à la suite de la demande de son père sous prétexte de son infirmité, Jacques-Henri renonce à ses droits au trône d'Espagne, pour lui et ses descendants.
Le titre de courtoisie de prince des Asturies est alors donné au troisième fils du roi, Juan de Bourbon, père du futur roi Juan Carlos Ier (qui accède au trône le 20 novembre 1975, à la mort de Francisco Franco).
Comme compensation[réf. nécessaire] à la suite de sa renonciation au trône d'Espagne, Jacques-Henri de Bourbon reçoit de son père le titre viager de duc de Ségovie. Ce titre lui est donné en souvenir de son lieu de naissance, situé dans la province du même nom.
Par la suite, en 1949, Jacques-Henri révoque sa renonciation, mais le 19 juillet 1969 sur demande de son fils Alphonse de Bourbon, il accepte comme futur roi d'Espagne son neveu paternel Juan Carlos, qui est nommé prince d'Espagne et successeur par Francisco Franco. 
Le titre ducal de Ségovie n'est jamais officialisé par Franco, ce qui en fait un titre de courtoisie. La veuve (en droit canonique) de Jacques-Henri, Emmanuelle de Dampierre, continue de porter le titre de duchesse de Ségovie jusqu'à sa mort. 

## Duc de Ségovie
|                            | Titulaire                  | Période                    |
| Création par Alphonse XIII | Création par Alphonse XIII | Création par Alphonse XIII |
| -------------------------- | -------------------------- | -------------------------- |
| i                          | Jacques-Henri de Bourbon   | 1933[réf. nécessaire]-1975 |
| Unique titulaire           |                            |                            |

## Famille du duc de Ségovie
- Jacques-Henri de Bourbon (1908-1975), premier duc de Ségovie, également duc d'Anjou et prétendant légitimiste au trône de France en temps qu'aîné des Capétiens.

1. Il épouse en 1935 à Rome, Emmanuelle de Dampierre, noble française, appartenant à la maison de Dampierre (maison noble originaire de la région de Picardie) et issue par sa mère de la maison Ruspoli (maison princière originaire de la ville de Florence, en Italie). Ce mariage est considéré par Alphonse XIII comme inégal en Espagne (en référence à une ancienne loi sur les mariages royaux), mais pas en France (ou la notion de mariage morganatique n'a jamais existé), permettant les prétentions royalistes françaises de leurs descendants. De ce mariage qui finit en annulation civile, sont nés deux fils :
  1. Alphonse de Bourbon, duc d'Anjou et de Cadix, père de François et de Louis de Bourbon.
  2. Gonzalve de Bourbon, duc d'Aquitaine, père d'une fille illégitime, Estefanía Michelle de Bourbon.
2. Il se remarie civilement avec une ancienne chanteuse d'opéra, Charlotte Luise Auguste Tiedemann, fille de Otto Eugen Tiedemann et Luise Amalia Klein. Charlotte était deux fois divorcée (de Franz Büchler et de Fritz Hippler), et était mère d'une fille, Helga Charlotte Büchler. Sans descendance de ce mariage.